# Buxeuil (Aube)
Buxeuil település Franciaországban, Aube megyében. Lakosainak száma 112 fő (2022. január 1.). Buxeuil Balnot-sur-Laignes, Celles-sur-Ource, Neuville-sur-Seine és Polisy községekkel határos.

## Népesség
A település népessége az elmúlt években az alábbi módon változott:
| Lakosok száma | 149  | 149  | 145  | 145  | 142  | 137  | 130  | 128  | 121  | 112  |
|               | 1968 | 1982 | 1999 | 2006 | 2011 | 2015 | 2017 | 2018 | 2020 | 2022 |